# Ricardo, 6.º Príncipe de Sayn-Wittgenstein-Berleburg
Ricardo, 6.º Príncipe de Sayn-Wittgenstein-Berleburg (29 de outubro de 1934 - 13 de março de 2017) foi o chefe da Casa de Sayn-Wittgenstein-Berleburg e marido da princesa Benedita da Dinamarca.

## Biografia
Ricardo Casimir Carlos Augusto Roberto Konstantin era o filho mais velho de Gustavo Albrecht, 5.º Príncipe de Sayn-Wittgenstein-Berleburg e Margareta Fouché d'Otrante, uma descendente do estadista napoleônico Joseph Fouché. Ricardo foi criado na Suécia, com seu avô materno o Duque de Otrante, no Castelo Elghammar. Ele freqüentou as escolas de embarque Viggbyholm e Sigtuna.

## Conservação
Príncipe Richard esteve envolvido em vários programas de conservação. Ele lançou um projeto para reintroduzir o bisão-europeu na Europa por parte de sua propriedade de 30 000 acres na Renânia do Norte-Vestfália, creditado como um sucesso por Rewilding Europa como parte de um esforço mais amplo para recuperar animais extintos em toda a Europa.

### Casamento
Richard casou com a princesa Benedita da Dinamarca no Palácio de Fredensborg em 3 de fevereiro de 1968. Ela é a segunda filha de Frederico IX da Dinamarca e Ingrid da Suécia e irmã mais nova de Margarida II da Dinamarca. O casal morava no castelo Berleburg.

### Filhos e netos
- Gustavo, Príncipe Herdeiro de Sayn-Wittgenstein-Berleburg (12 de janeiro de 1969)
- Alexandra de Sayn-Wittgenstein-Berleburg (20 de novembro de 1970). Em 6 de junho de 1998, no Palácio Gråsten, casou com o conde Jefferson von Pfeil und Klein-Ellguth - O casal tem dois filhos:
  - Richard von Pfeil und Klein-Ellguth (14 de setembro de 1999).
  - Ingrid von Pfeil und Klein-Ellguth (16 de agosto de 2003).
- Natália de Sayn-Wittgenstein-Berleburg (2 de maio de 1975). Em 27 de maio de 2010, casou com Alexander Johannsmann - O casal tem dois filhos
  - Konstantin Johannsmann (24 de julho de 2010).
  - Louisa Johannsmann (28 de janeiro de 2015)

Os filhos de Benedita são tratados como Altezas na Dinamarca por uma portaria. Em outros lugares eles são Altezas Sereníssimas, por cortesia.

## Títulos, estilos e honras

### Títulos
- 29 de outubro de 1934 - 29 de novembro de 1969: Ricardo, Príncipe Herdeiro de Sayn-Wittgenstein-Berleburg
- 29 de novembro de 1969 - presente: Ricardo, 6.º Príncipe de Sayn-Wittgenstein-Berleburg

### Honras

#### Honras nacionais
- Alemanha: Grã-Cruz da Ordem do Mérito da República Federal da Alemanha, 1ª Classe

- Dinamarca: Cavaleiro da Grande Cruz com Colar da Ordem do Elefante
- Dinamarca: Medalha 50º aniversário da chegada da rainha Ingrid à Dinamarca
- Dinamarca: Medalha de 50ºaniversário da rainha Margarida II
- Dinamarca: Medalha de prata do aniversário da rainha Margarida II e o príncipe Henrique [3]
- Dinamarca: O destinatário da Medalha do Jubileu de Prata da Rainha Margarida II [4] [5]
- Dinamarca: Medalha do nascimento de 100.º aniversário do rei Frederico IX
- Dinamarca: Medalha Comemorativa da rainha Ingrid
- Dinamarca: Medalha do aniversário de 75.º do príncipe Henrique[6]
- Dinamarca: Medalha do aniversário de 70.º da rainha Margarida II
- Dinamarca: Medalha do Jubileu de Rubi da rainha Margarida II [7]

#### Honras estrangeiras
- Suécia: Comandante Grã-Cruz da Ordem da Estrela Polar
- Espanha: Cavaleiro da Grande Cruz da Ordem de Isabel a Católica [8] [9]
- Países Baixos: Cavaleiro da Grande Cruz da Ordem da Coroa [10]